# Dejan Kos (nogometaš)
Dejan Kos, slovenski nogometaš, * 1. maj 1990.
Kos je nekdanji profesionalni nogometaš, ki je igral na položaju vezista. V svoji karieri je igral za slovenske klube Dravinjo, Kovinar Štore in Celje ter avstrijske SV Fohnsdorf, St. Veit am Vogau in USV Ragnitz. Skupno je v prvi slovenski ligi odigral šest tekem, v drugi slovenski ligi pa 16.